# Marcin Krobanowski
Marcin Jaksa Krobanowski herbu Gryf – podwojewodzi szadkowski w 1773 roku, konsyliarz powiatu piotrkowskiego w konfederacji radomskiej w 1767 roku.
Był elektorem Stanisława Augusta Poniatowskiego w 1764 roku z województwa sieradzkiego.